# PUK
PUK (od ang. personal unblocking key, dosłownie: osobisty klucz odblokowujący), osobisty kod odblokowujący – ośmiocyfrowy kod umożliwiający odblokowanie karty SIM używanej w telefonie komórkowym lub innym urządzeniu telekomunikacyjnym. PUK jest przechowywany w systemie komputerowym operatora sieci i przydzielany do konkretnej karty SIM w momencie wydania jej abonentowi.
Karta SIM zostaje zablokowana po trzykrotnym wpisaniu niewłaściwego osobistego numeru identyfikacyjnego (PIN-u). W celu ustalenia nowego wymagane jest odblokowanie karty z użyciem kodu PUK. Karta SIM jest jednak trwale blokowana po dziesięciokrotnym wpisaniu niewłaściwego kodu odblokowującego i niezbędne jest wówczas zwrócenie się do operatora z prośbą o wydanie nowej karty. Możliwe jest jedynie korzystanie z numerów alarmowych.